# Chan-yu

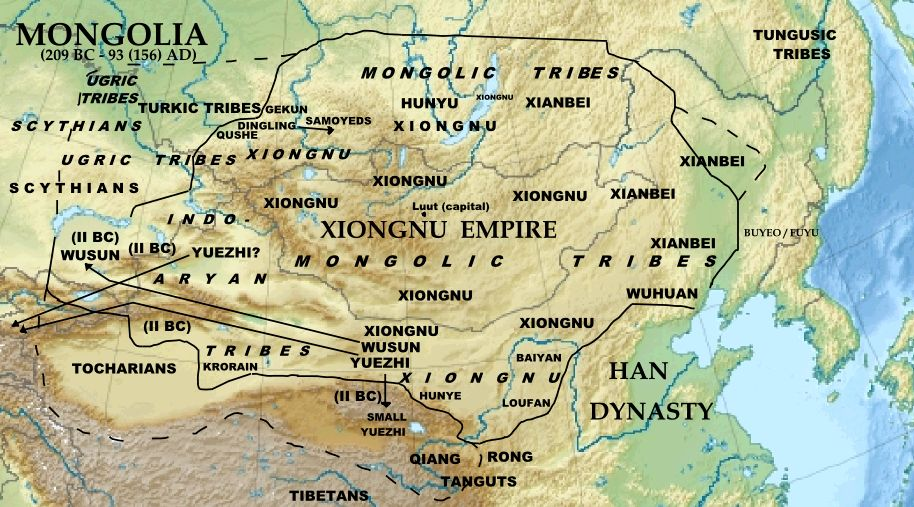
Xiongnu

Chan-yu (xinès 單于 o 单于 pinyin Chányú, forma curta de Chengli Gutu Chanyu (xinès 撐犁孤塗單于 pinyin Chēnglí Gūtu Chányú); segons el Llibre de Han, vol dir Cel, Nen, Immensa aparició) va ser el títol utilitzat pels governants suprems nòmades d'Orient i l'Àsia central durant vuit segles i va ser reemplaçat pel títol "Kagan" l'any 402. El títol fou utilitzat pel clan governant Luandi dels Xiongnu durant la dinastia Qin (221-206 aC) i la dinastia Han (206 aC–220).

## Llista de chan-yus xiongnu
| Nom xinès                                       | Pinyin / Wade-Giles             | Guangyun | Nom personal                      | Regnat | Nota                                              |
| ----------------------------------------------- | ------------------------------- | -------- | --------------------------------- | --- | ------------------------------------------------- |
|                                                 |                                 |          |                                   | |                                                   |
| Touman Chanyu (頭曼單于/头曼单于)               | Tóumàn / t'ou-man               |          |                                   | 240–209 aC |                                                   |
| Modu Chanyu (冒頓單于/冒顿单于)                 | mòdú / mou-tun                  |          | Luandi Modu (攣鞮冒頓 / 挛鞮冒顿) | 209–174 aC | a.k.a. Batur (Baγatur)                            |
| Laoshang (老上單于/老上单于)                    | lǎoshàng / lao-shang            |          |                                   | 174–161 aC |                                                   |
| Gunchen (軍臣單于/军臣单于)                     | jūnchén / chün-ch'en            |          |                                   | 161–126 aC |                                                   |
| Ichise (伊稚斜單于/伊稚斜单于)                  | yīzhìxié / i-chih-hsieh         |          |                                   | 126–114 aC |                                                   |
| Uwei                                            |                                 |          | (烏維/乌维)                       | 114–105 aC |                                                   |
| Ushylu (兒單于/儿单于)                          |                                 |          | (烏師廬/乌师庐)                   | 105–102/101 aC | "Err Chanyu" (menor d'edat)                       |
| Guilihu                                         |                                 |          | (呴犛湖/呴犁湖)                   | 102/101–101/100 aC |                                                   |
| Chedi (且鞮侯)                                  |                                 |          | (且鞮侯)                          | 101/100–96 aC | a.k.a. Quidi, Chedihou                            |
| Hulugu (狐鹿姑單于/狐鹿姑单于)                  | húlùgū / hu-lu-ku               |          |                                   | 96–85 aC |                                                   |
| Huandi (壺衍鞮單于/壺衍鞮单于)                  | húyǎndī / hu-yen-ti             |          |                                   | 85–68 aC |                                                   |
| Hyuilui-Juankui (虛閭權渠單于/虚闾权渠单于)     | xūlǘquánqú / hsü-lü-ch'üan-ch'ü |          |                                   | 68–60 aC |                                                   |
| Uyan-Guidi (握衍朐鞮單于/握衍朐鞮单于)          | wòyǎnqúdī / wo-lu-ch'ü-ti       |          | (屠耆堂/ 屠耆堂)                  | 60–58 aC |                                                   |
| Huhanye (呼韓邪單于/呼韩邪单于)                 | hūhánxié / hu-han-hsieh         |          | Giheushyan (稽侯狦)               | 58 – 31 aC 屠耆單于, 58–56 aC 呼揭單于, 57 aC 車犂單于, 57–56 aC 烏籍單于, 57 aC 閏振單于, 56–54 aC Zhizhi Chanyu 郅支單于, 55 – 36 aC 伊利目單于, 49 aC |                                                   |
| Fujulei (復株纍若鞮單于/复株累若鞮单于)         | fùzhūléiruòdī/fu-chu-lei-je-ti  |          | Dyaotao-mogao (彫陶莫皋/雕陶莫皋) | 31–20 aC | "Jodi" en húnic significa "respectuós dels pares" |
| Seuxie (搜諧若鞮單于/搜谐若鞮单于)              |                                 |          | Juimixui (且麋胥)                 | 20–12 aC | Títol Jodi-Chanyu                                 |
| Guia (車牙若鞮單于/车牙若鞮单于)                |                                 |          | Juimigui (且莫車/挛鞮且莫车)      | 12–8 aC | Títol Jodi-Chanyu                                 |
| Uchjulu (烏珠留若鞮單于/乌珠留若鞮单于)         |                                 |          | Nengzhiyasi (囊知牙斯)            | 8 aC – 13 dD | Títol Jodi-Chanyu                                 |
| Ulei Hyan (烏累若鞮單于/乌累若鞮单于)           |                                 |          | (鹹/挛鞮咸)                       | 13–18 | Títol Jodi-Chanyu                                 |
| Yui (呼都而尸道皋若鞮單于/呼都而尸道皋若鞮单于) |                                 |          | (輿/挛鞮舆)                       | 18–46 |                                                   |
| Wudadi-hou                                      | Wudadi                          |          | (烏達鞮侯/乌达鞮侯)               | 46 |                                                   |

### Xiongnu Septentrionals (北匈奴)
| Nom xinès              | Pinyin / Wade-Giles  | Guangyun | Nom personal | Regnat | Nota |
| ---------------------- | -------------------- | -------- | ------------ | ------ | ---- |
|                        |                      |          |              |        |      |
| Punu (蒲奴)            | Punu                 |          |              | 46–?   |      |
| Youliu (優留)          | Youliu               |          |              | ?–87   |      |
| Bey/Bi (北單于)        | Běi Chányú           |          |              | 88–?   |      |
| Yuchujian (於除鞬單于) | Yuchujian            |          |              | 91–93  |      |
| Feng-hou (逢侯)        | Feng, a.k.a. Finghey |          |              | 94–118 |      |

### Xiongnu Meridionals (南匈奴)
| Nom xinpes                                         | Data | Nom personal | Regnat           |  |
| -------------------------------------------------- | --- | ------------ | ---------------- |  |
|                                                    | |              |                  |  |
| Hu, Han-Sie/Hanxie (呼韓邪) Di II (第二)醢落尸逐鞮 | a.k.a. Bey/Bi (KhuKheniy II) de la partició oriental adoptat pels Xiongnu meridionals en les relacions tributàries amb la Xina Han en 50                                                                                     |              | 48–56/55         |  |
| Chiu-Fu Yu-Ti (丘浮尤提)                           | Chupu-NoTi |              | 55/56–56/57      |  |
| I-Fa Wu Yu-Ti (伊伐於慮提)                         | ??? |              | 56/57–59         |  |
| XienTung ShiSuQuTi (醢僮尸逐侯提)                  | Shtongsi SuyGhuTi |              | 59–63            |  |
| 丘除車林提                                         | Kuchi QilinTi |              | 63               |  |
| HuYeh ShiSuQuTi (湖邪尸逐侯提)                     | Ghushi Shisu Quti |              | 63–85            |  |
| I-Tu-Yi-Lu-Ti (伊屠於閭提)                         | Iltu UluTi |              | 85–88            |  |
| Tuntuhe Siuan                                      | XiuLan ShiSuQuTi (休蘭尸逐侯提) Shulan |              | 88–93            |  |
| Anguo (安國)                                       | a.k.a. Arqu va dur a terme una llarga rebel·lió contra els Han |              | 93–94            |  |
| Shizi-hou (尸逐)                                   | Tindu ShiSuQuTi (亭獨尸逐侯提) |              | 94–98            |  |
| Wanchi ShiSuQuTi (萬氏尸逐侯提)                    | oposat a... ...Feng a.k.a. Finghey |              | 98-124 98–118    |  |
| Wuzhi ShiSuQuTi (烏稽尸逐侯提)                     | ??? |              | 124–127/128      |  |
| Xiuli                                              | Kuti NoShiSuChin (去特若尸逐就), suïcidat per pressions xineses |              | 127/128–140/142? |  |
| Cheniu                                             | Chu-Xiu ???, elegit popularment no de les línies dinàstiques húniques |              | 140–143          |  |
| Deuleuchu                                          | Ghoran, Hulan NoShiSuChin (呼蘭若尸逐就) pin. Touluchu, titella fictici imposat per la cort xinesa |              | 143–147 AD       |  |
| Guiguir                                            | Illin, I-Ling NoShiSuChin (伊陵若尸逐就), pin. Jucheer; Titella xinès que se n'escapà del seu control; empresonat pels xinesos en 158                                                                                        |              | 147–158 (m. 172) |  |
| Tude-joshy-zhuogu                                  | Dotuk NoShiSuChin (屠特若尸逐就), a.k.a. Utno Shisu Quti |              | 158–178          |  |
| Huzheng(呼徵)                                      | a.k.a. Hu, Ching; Ghuzhin |              | 178–179          |  |
| Qiangqui (羌渠)                                    | a.k.a. Qiangquy, Qiangqu, Jiangqu; mort en la rebel·lió dels huns a Xiuchuge |              | 179–188          |  |
| Yufuluo (於扶羅)                                   | a.k.a. Qizi ShiSuQu (特至尸逐侯). El darrer ShiSu. Titella Chanyu sense llar, sotmès pels Ordos pel Chanyu anònim de Xiluo 醯落 and Tu'ge 屠各. Va dirigir dotzenes de tribus refugiades Xiongnu a Pingyang (平阳) a Shanxi. |              | 188–195          |  |
| Huchuquan (呼廚泉)                                 | Germà de Yufuluo, governà sobre els xiongnu de Pingyang després de la mort de Yufuluo. |              | 195–215/6        |  |

## Da Chanyu (大單于)
| Nom xinès                            | Data | Nom personal | Regnat                |  |
| ------------------------------------ | --- | ------------ | --------------------- |  |
|                                      | |              |                       |  |
| Liu Bao (劉豹)                       | Fill de Yufuluo. Va canviar el nom del clan Chanyu de Luanti a Liu (drac en la llengua Xiongnu). Va dur el títol 匈奴 單于 però només va governar sobre la partició occidental a Jiuyuan (九原) dels xiongnu de Pingyang novament partida en Nord, Sud, esquerra (Oest), dreta (Est), i Centre per Cao Cao |              | 216–260               |  |
| 劉(刘)去卑 Liú Qùbēi                 | Fill de Huchuquan. Cao Cao li va ordenar governar sobre la part nord dels xiongnu Pingyang com a Rei Virtuós Just Tiefu (鐵弗 右贤王). |              | 260–272               |  |
| 劉誥升爰 Liú Gàoshēngyuán            | Fill de 劉(刘)去卑 Liú Qùbēi. Portà el títol 鐵弗 右贤王 |              | 272–309               |  |
| Liu Yuan (劉淵)                      | Estat Han Zhao, a.k.a. Emperador Guangwen (光文). Fill de Liu Bao (劉豹). Portà el títol Hun Chanyu 匈奴 單于. de la tribu huna Yuanhai, de manera que els annals xinesos usen Yuanhai com a nom seu |              | 309–310               |  |
| Liu He, ch. 劉和 py. liú hé          | Estat Han Zhao, nom personal Xuantai 玄泰 |              | 7 dies en 310         |  |
| Liu Cong, ch. 劉聰 py. liú cōng      | Estat Han Zhao, a.k.a. Emperador Zhaowu, xi. 昭武, nom personal Xuanmen 玄門, conegut com a Zai 載 |              | 310–318               |  |
| Liu Can, ch. 劉粲 py. liú càn        | Estat Han Zhao, a.k.a. Emperador Yin, ch. 隱, nom personal Shiguang 士光 |              | un mes di dies en 318 |  |
| Liu Yao ch. Liu Yao 劉曜 py. liú yaò | Estat Han Zhao, a.k.a. Emperador Hou Zhu 後主, nom personal Yongming 永明 |              | 318–329               |  |
| Liu Xi ch. Liu Xi 劉熙               | Darrer governant de Han Zhao; Chanyu legal, potser mai va arribar al tro |              | 329                   |  |
| Liu Hu 劉虎                          | Net de Liu Qubei. No se li va permetre anomenar-se a si mateix Chanyu |              | 329–341               |  |
| 劉務恒 Liú Wùhéng                    | ??? |              | 341–356               |  |
| 劉閼陋頭 Liú èlòutóu                 | ??? |              | 356–358               |  |
| 劉悉勿祈 Liú Xīwùqí                  | ??? |              | 358–359               |  |
| 劉衛辰 Liú Wèichén                   | Anomenat pòstumament "Emperador Huan" |              | 359–391               |  |
| 劉勃勃 Liú Bóbó                      | a.k.a. Wulie (武烈 Wǔliè) establit a Xiongnu Xia 407 i en 413 canvià el sobrenom a 赫連 Hèlián |              | 391–425               |  |
| 赫連昌 Hèlián Chāng                  | ??? |              | 425–428               |  |
| 赫連定 Hèlián Dìng                   | Darrer governant nadiu dels huns a la Xina |              | 428–431               |  |